# NKD
Die NKD Group GmbH ist einer der größten Textileinzelhändler in Deutschland und Österreich. Zum Filialnetz, das sich über Deutschland, Österreich, Italien, Slowenien, Kroatien, Polen und Tschechien erstreckt, gehören über 2200 Filialen (Stand: 2025). Das Angebot umfasst Alltags- und Sportbekleidung, Heimtextilien und kleinere Einrichtungsgegenstände im unteren Preissegment. Das Kürzel NKD steht für Niedrig Kalkuliert Discount.
Die Umsätze des Unternehmens betrugen im Jahr 2024 850 Mio. Euro. Der Textileinzelhändler hat damit seinen Umsatz im siebten Jahr in Folge gesteigert. In den Jahren 2018 bis 2023 erzielte das Unternehmen flächenbereinigt ein durchschnittliches jährliches Umsatzwachstum von 3,3 Prozent.

## Geschichte

### Gründung und Expansion
1962 eröffnete der Firmengründer Burkard Hellbach das erste Geschäft unter dem Namen NK Discount in Essen-Rüttenscheid. 1976 wurde ein Logistiklager in Bindlach eröffnet. Bis 1987 hatte NKD rund 300 Filialen und setzte weiter auf Expansion: 1989 waren es in Westdeutschland bereits 500 Standorte. Ab 1990 erfolgten Filialeröffnungen in den neuen Bundesländern auch durch Übernahme der Kaufhäuser der Konsumgenossenschaften in Cottbus und Dresden-Land. 1992 erfolgte der Neubau des Verwaltungsgebäudes in Bindlach. 1995 expandierte NKD nach Österreich und übernahm dort rund 100 Filialen der Herz TPS (Tiefpreisshop), die 2004 auf NKD umfirmiert wurden. Die Expansion nach Italien erfolgte 2006 und 2008 wurde die erste Filiale in Slowenien eröffnet. 2010 erfolgte die Expansion nach Kroatien, 2020 nach Tschechien und 2022 nach Polen.

### Erste Rückschläge
Das Geschäftsjahr 1998 wies bei einem Umsatz von 588 Mio. DM erstmals einen Verlust von 5 Mio. DM aus. Zu diesem Zeitpunkt wurden 740 Verkaufsfilialen mit einer Fläche von 210.000 m², mit 3.300 Beschäftigten unterhalten. Zur Krisenbewältigung beauftragte Burkard Hellbach die Unternehmensberatung Roland Berger. Sie empfahl, 65 Kaufhäuser zu schließen. Ein zu hohes Warenlager sollte abgebaut und die Lagerumschlaggeschwindigkeit beschleunigt werden.
Burkard Hellbach hatte sich vor allem in den neuen Bundesländern ein großes Immobilienportfolio aufgebaut, das wegen einer zu hohen Zinsbelastung und einer aggressiven Tilgungspolitik zu einem hohen Liquiditätsabfluss bei NKD führte. Obwohl ein Teil der Anregungen von Roland Berger vollzogen wurde, wurden 2001 ein Verlust von 28,2 Mio. DM ausgewiesen.
Im Jahr 2001 verließ der Firmengründer Hellbach das Unternehmen. Neue Geschäftsführer wurden Uwe Lippe, Helmut Müller und Helmut Wirsieg. Zu diesem Zeitpunkt wurden einschließlich der Tochtergesellschaft in Österreich und Tschechien 4.072 Arbeitnehmer beschäftigt. Die Zahl der Filialen hatte sich auf 903 erhöht und die Verkaufsflächen betrugen 250.000 m².

### Die Insolvenz
Am 2. März 2001 stellte die Holding-Gesellschaft Hellbach GmbH & Co. Beteiligungs- und Vermögensverwaltungs-GmbH, Bindlach, beim Amtsgericht Bayreuth Antrag auf Eröffnung des Insolvenzverfahrens, dem am 16. März 2001 der Insolvenzantrag der NKD Vertriebs-GmbH folgte. In beiden Verfahren bestellte das Amtsgericht Bayreuth den Stuttgarter Rechtsanwalt Volker Grub zum Insolvenzverwalter. Dieser sah eine Perspektive, das Unternehmen fortzuführen und zu restrukturieren. Die beiden Hauptbanken Hypovereinsbank AG und Commerzbank AG räumten dem Insolvenzverwalter Kreditlinien in Höhe von 25,2 Mio. Euro ein. Die Personalkosten wurden teilweise durch die Vorfinanzierung des Insolvenzgeldes bestritten.

### Die Sanierung
Aufgrund der Sanierungsmaßnahmen konnte der Verlust aus der gewöhnlichen Geschäftstätigkeit auf 7,7 Mio. Euro gesenkt und zum 2003 bereits wieder ein Gewinn von 14,5 Mio. Euro erzielt werden. NKD beschäftigte jetzt noch 2751 Arbeitnehmer und bei ihrer Tochtergesellschaft Herz in Österreich weitere 604 Arbeitnehmer. Es wurden noch 750 Filialen in Deutschland und 180 Filialen in Österreich unterhalten. Im Inland lagen die Schwerpunkte in Bayern, Baden-Württemberg und in den neuen Bundesländern.
Grub beendete das Insolvenzverfahren der NKD Vertriebs GmbH mit einem Insolvenzplan, der von den Gläubigern in einer Gläubigerversammlung vor dem Amtsgericht Bayreuth am 27. November 2002 mit 99 % der Stimmen angenommen wurde. Insolvenzgläubiger mit Forderungen in Höhe von 97,5 Mio. DM erhielten eine Zahlungsquote von 30 Prozent. Die gesicherten Bankengläubiger verpflichteten sich außerdem, 40 Prozent ihrer Kreditforderungen an die alleinige Gesellschafterin Hellbach GmbH & Co. Beteiligungs- und Vermögensverwaltungs-GmbH, die sich ebenfalls in der Insolvenzverwaltung von Grub befand, abzutreten. Dies geschah mit der Verpflichtung, sie in Kapital der NKD Vertriebs-GmbH zu wandeln. Damit konnte Grub als Insolvenzverwalter von Hellbach nunmehr über das Kapital der NKD-Vertriebs-GmbH verfügen und einen Investor für das Unternehmen suchen.

### Unter Daun & Cie
2003 übernahm Daun & Cie AG, Rastede das Unternehmen. Daun hatte bereits erfolgreich eine Firmengruppe mit Textilunternehmen in Deutschland aufgebaut, zu denen damals unter anderem bereits die Mehler AG, die Stöhr & Co. AG, die Mech. Baumwoll-Spinnerei & Weberei Bayreuth AG, KBC sowie die Lauffenmühle gehörten. Für Daun war die Übernahme von NKD-Vertriebs-GmbH der erste Schritt in den Textilvertrieb. 2004 verzeichnete NKD insgesamt 1000 Filialen, und es wurden 65 Filialen der h+e-Märkte der Hummel & Edenhofer Handels-GmbH & Co. KG mit Sitz in Massing übernommen. 2005 folgte die Übernahme von 34 Filialen der insolventen Alltex-Eisel GmbH & Co. KG mit Sitz in Reilingen.
Im Jahr 2006 eröffnete NKD die ersten Filialen in Nord-Italien und startete 2007 einen Online-Shop. 2007 waren 4600 Mitarbeiter im Unternehmen tätig. 2008 erfolgte die erste Filialeröffnung in Slowenien. 2009 übernahm NKD 23 Filialen der insolventen Woolworth-Gruppe, 20 Filialen des insolventen Modehauses Keilbach und 12 Filialen der insolventen Adessa Moden GmbH. 2010 war Eröffnung der ersten Filiale in Kroatien und 2011 in Polen.
2011 stieg die Zahl der Filialen auf europaweit 1600 und die Mitarbeiterzahl auf rund 7000 Beschäftigte. Im August 2012 übernahm NKD als Folge der Schlecker-Pleite 50 XL-Filialen und 30 IhrPlatz-Standorte. 2013 feierte NKD die Erweiterung seines Logistikzentrums in Bindlach, das eine Lagerfläche von rund 53.000 Quadratmetern und 17.000 Palettenstellplätze umfasst.
Im Juni 2013 berichtete die Wirtschaftswoche von finanziellen Schwierigkeiten des Unternehmens. So soll die Daun & Cie AG rund 40 Millionen Euro an NKD gezahlt haben, um eine drohende Insolvenz abzuwenden, und suchte einen Investor, der die Gruppe als Ganzes übernimmt. Zudem wurde bekannt, dass die Bilanz von 2012 nicht korrekt war, da der tatsächliche Verlust von etwa 40 bis 60 Millionen Euro nicht abgebildet worden ist. Am 13. August 2013 gab NKD bekannt, in der Zentrale in Bindlach rund 100 von bislang 650 Arbeitsplätzen zu streichen und unprofitable Filialen zu schließen.
Im November 2013 erhob die Staatsanwaltschaft Hof Anklage gegen den früheren Geschäftsführer Michael Krause, der bereits in Untersuchungshaft genommen worden war, und einen seiner Mitarbeiter wegen Verdachts der Untreue. 3,7 Millionen Euro sollen über Hongkong nach Zypern verschoben und in der Buchhaltung der NKD verschleiert worden sein. Im April 2015 wurde er von der 3. Strafkammer am Landgericht Hof zu 6 Jahren Haft verurteilt.
Nachdem das Geschäftsmodell wieder auf das ursprüngliche Konzept von NKD als „Nahversorger für die ganze Familie“ und Value Retailer, also dem Angebot eines attraktiven Preis-Leistungs-Verhältnisses, ausgerichtet wurde, hat NKD sich wirtschaftlich erholt. Die Flächenproduktivität hat seit 2014 um rund 29,7 Prozent zugenommen. 2019 wurde ein bereinigtes operatives Ergebnis (Ebitda) von 40 Mio. Euro erzielt.

### Unter TDR Capital
Seit 2019 gehört NKD dem britischen Private-Equity-Investment-Unternehmen TDR Capital. Das Unternehmen setzt seitdem verstärkt auf ein Data-Science-Konzept und KI zur Koordination des Geschäftsbetriebes und der Logistik. Die Expansion des Unternehmen wurde 2020 mit der ersten Filiale in der Tschechischen Republik und 2022 mit der ersten Filiale in Polen fortgesetzt. 2025 verzeichnete NKD einen Umsatz von 850 Mio.

## Unternehmensstruktur

### Geschäftsführung
- Seit Oktober 2023: Alexander Schmökel (Chief Executive Officer), Nils Bolender (Chief Financial Officer), Christian Welles (Chief Sales Officer)
- Ab Januar 2022: Alexander Schmökel (Chief Executive Officer), Stefan Macheleidt (Chief Financial Officer), Christian Welles (Chief Sales Officer)[23][24][25]
- Ab Juli 2021: Ulrich Hanfeld (Vorsitz), Christian Welles (Vertrieb), Alexander Schmökel (Einkauf), Stefan Macheleidt (Finanzen)[26][27]
- Ab September 2015: Ulrich Hanfeld, Rüdiger Hartmann, Christian Welles sowie ab Anfang 2017 Alexander Schmökel
- April 2014: Frank Beeck (Vorsitzender), Bernhard Beck, Marcus Brüning und Christian Welles
- Januar 2014: Bernhard Beck und Marcus Brüning
- 2013: Ralf Schmitz (Vorsitzender), Stephan Maas, Bernhard Beck
- April 2013: Ralf Schmitz (Vorsitzender), Stephan Maas, Steffen Rosenbauer
- 2011–April 2013: Michael Krause und Helmut Wirsieg
- 2001–2011: Uwe Lippe, Helmut Müller und Helmut Wirsieg
- bis 2001: Burkard Hellbach

### Vertriebskanäle
NKD bietet sein Sortiment in ca. 2.200 Filialen in Europa an. Seit 2007 ergänzt ein Online-Shop das stationäre Geschäft, der sowohl das Filialsortiment als auch exklusive Online-Angebote bietet. Kunden haben die Möglichkeit, ihre Bestellungen per Click & Collect in einer nahegelegenen Filiale abzuholen oder sich die Ware nach Hause liefern zu lassen.

### Internationalisierung
In Mitteleuropa hat NKD 2025 rund 2200 Filialen, davon rund 1.350 in Deutschland. 2025 zählt das Unternehmen europaweit über 10.000 Mitarbeiter und Mitarbeiterinnen. Seit Mitte der 1990er-Jahre ist NKD in Österreich, mit Sitz in Wels aktiv. Mit 350 Filialen (Stand: März 2025) gehört der Fashiondiscounter zu den expansivsten Textilfinalisten der Alpenrepublik. 2006 eröffnete der Textildiscounter NKD seine erste italienische Filiale in Brixen/Südtirol. Im April 2024 feierte NKD die Eröffnung der 300. Filiale in Italien. Zum 1. Juli 2010 wurde in Slowenien die seit 2008 bestehende Tochtergesellschaft NKD d.o.o. mit 35 Franchise-Filialen der slowenischen Metro-Gruppe fusioniert. Anfang September 2010 wurde in Zagreb die kroatische Tochtergesellschaft NKD Moda d.o.o. gegründet. Im Jahr 2020 eröffnete NKD seine erste Filiale in der Tschechischen Republik (Moda s.r.o.), und zwei Jahre später, 2022, folgte die Eröffnung der ersten Filiale in Polen. Im Oktober 2024 zählt NKD Kroatien etwa 60 Filialen, NKD Polen rund 15 Filialen und NKD Tschechien etwa 50 Filialen.

### Tochtergesellschaften
Die zur Firmengruppe gehörenden Länderbüros der Sun Fortune Ltd. in Bangladesch, Hongkong und China sind die zentralen Einkaufsplattformen für Asien-Pazifik und zuständig für die gesamte Beschaffung aller durch NKD importierten Konsumgüter im textilen und nichttextilen Bereich. Neben der globalen Beschaffung und dem Sourcing von Lieferanten, der Auftragsvergabe und Terminüberwachung werden auch sämtliche Qualitätsaspekte abgewickelt. Grundvoraussetzung für die Etablierung einer Geschäftsbeziehung und Produktion von Warengütern für NKD ist die strikte Einhaltung der CSR (Corporate Social Responsibility), Statuten und Regularien. Sie werden direkt von dem in der Zentrale in Deutschland ansässigen CSR Bereich gesteuert und koordiniert und von einem eigenen Team an qualifizierten CSR-Mitarbeitern vor Ort kontinuierlich überprüft und überwacht.

## Eigenmarken

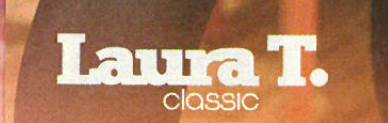
Erstes Erwähnen der Eigenmarke Laura Torelli Classic in einer NKD-Beilage im Jahr 2013 (KW 31/32).

NKD hat mehr als zehn Eigenmarken von Mode, Sport, Kinder- und Babybekleidung bis hin zu Accessoires im Sortiment.
Laura Torelli ist seit 1994 eine eingetragene Marke von NKD für Damenmode. Sie wird in verschiedene Kategorien unterteilt:
- Laura Torelli Classic ist vor allem auf zeitlose Kleidung ausgelegt, mit komfortablen Schnitten für jeden Anlass. Laura Torelli Classic wurde im August 2013 zum ersten Mal in einer NKD-Beilage als Laura T. Classic erwähnt. Sie wurde im April 2014 als Laura Torelli Classic im Markt eingeführt.
- Laura Torelli Collection wurde ebenfalls im August 2013 zum ersten Mal unter dem Namen Laura T. Collection in einer NKD-Beilage erwähnt und im April 2014 in den Markt eingeführt. Die Produkte aus diesem Sortiment haben unter anderem eine moderne Linienführung und orientieren sich an den aktuellen Trends.
- Laura Torelli Fashion wurde im Sommer 2017 eingeführt für Mode ab Größe XXS mit figurbetonten Schnitten und einer kürzeren Passform.
- Laura Torelli Plus ist die Eigenmarke für klassisch zeitlose und trendorientierte Damenmode ab Größe 44. Bis zum Frühjahr 2015 lief diese unter der Marke me WOMEN.

Die Marken bo_dy und bo_dy plus werden für Wäsche und Dessous verwendet.
Unter den Marken Reward, Reward Fashion und Reward Plus bietet NKD seit 2019 trendorientierte Herrenmode an.
Für Kinder, Kleinkinder und Babys bietet NKD die Eigenmarken Kids und Liegelind – AUS LIEBE ZUM KIND an.
Weitere Eigenmarken der NKD Group sind sports für den Sportbereich und home/nkd für Heimtextilien.
Dazu erweitert NKD sein Angebot regelmäßig um besondere Aktionen. 2017 konnten Kunden so ausgewählte Artikel, die siegreich aus dem beliebten TV-Format „Höhle der Löwen“ hervorgingen und einen Investor fanden, direkt im Anschluss an die Sendungen bei NKD kaufen. Dazu war 2017 CR7 Underwear, die Wäschelinie von Fußballstar Cristiano Ronaldo, in allen NKD-Filialen und im Online-Shop erhältlich.

## Sponsoring
Ab August 2012 war NKD Haupt- und Trikotsponsor des Fußball-Bundesligisten 1. FC Nürnberg. Diese auf vier Jahre angelegte Zusammenarbeit wurde seitens NKD bereits zum Ende der Bundesliga-Saison 2013/14 aufgekündigt.